# Ligne de Lahti à Kouvola
La ligne de Lahti à Kouvola (finnois : Lahti–Kouvola-rata)  est une ligne de chemin de fer, à double voie électrifiée du réseau de chemin de fer finlandais qui relie Lahti à Kouvola.

## Histoire
La voie qui tout au long chemine sur le Salpausselkä est le tronçon prêt en 1870 de la Voie ferrée Riihimäki–Saint-Pétersbourg.
Elle est empruntée par tous les trains allant d'Helsinki à la ligne de Kouvola à Iisalmi et à la ligne de Kouvola à Joensuu.
Le 5 janvier 2022 la ligne devient également une voie utilisée par les trains du service de banlieue d'Helsinki qui étend son rayon d'action.